# Rui Casaca
Rui Manuel Magalhães Casaca, noto semplicemente come Rui Casaca (Marco de Canaveses, 18 ottobre 1959), è un dirigente sportivo, allenatore di calcio ed ex calciatore portoghese, di ruolo centrocampista o difensore.

## Palmarès

### Giocatore

#### Competizioni nazionali
- Coppa del Portogallo: 1

Boavista: 1991-1992
- Supercoppa di Portogallo: 1

Boavista: 1992